# Jason Schwartzman
Jason Francesco Schwartzman, født 26. juni 1980 Los Angeles, i Californien i USA), er en amerikansk skuespiller og musiker.Jason er muligvis mest kendt for sin debutrolle som Max Fischer i filmen Rushmore. Han er samtidig også kendt for sine roller i Spun, I ♥ Huckabees, Shopgirl, Marie Antoinette, The Darjeeling Limited (som han selv var med til at skrive), og Funny People. 
Schwartzman er søn till Talia Shire og Jack Schwartzman. 
Før han slog igennem som skuespiller var han trommeslager i rockbandet Phantom Planet. Han har dog fortsat med at komponere musik for nogle film. 
Schwartzman er medlem af en stor filmfamilie. Foruden hans forældre er han endda nevø til Francis Ford Coppola og fætter til Nicolas Cage, Sofia Coppola og Roman Coppola. Han er bror til skuespilleren og musikern Robert Carmine og halvbror til filmfotografen John Schwartzman.

## Filmografi

### Skuespillere
- Rushmore (1998)
- Freaks and Geeks, Afsnit 7: "Carded and Discarded" (2000) (Tv-serie)
- CQ (2001)
- Slackers (2002)
- S1m0ne (2002)
- Spun (2002)
- Cracking Up (2004) (Tv-serie)
- I Heart Huckabees (2004)
- The Hitchhiker's Guide to the Galaxy (2005) (uncredited)
- Bewitched (2005)
- Meat the Baconator (2005)
- Shopgirl (2005)
- Marie Antoinette (2006)
- Hotel Chevalier (2007)
- The Darjeeling Limited (2007)
- Walk Hard: The Dewey Cox Story (2007)
- The Marc Pease Experience (2008)
- Funny People (2009)
- Den fantatiske Hr. Ræv (2009)
- Scott Pilgrim vs. the World (2009)
- Bored to Death (2009) (Tv-serie)
- The Grand Budapest Hotel (2014)

### Komponist
- Orange County (2002) & The O.C. (2003) (Phantom Planet sang "California")
- Slackers (2002) (sang "Little Locked Room" & "Lonely Day")
- The O.C. (2007) (sang "The West Coast")
- Volume One (She & Him sang "Sweet Darlin'" komponeret sammen med Zooey Deschanel)
- Funny People (2009)
- Bored to Death (2009) ("Bored To Death" optrådt af Coconut Records, komponeret med Jonathan Ames)
- Schwartzman's solo musikprojekt, hedder Coconut Records.

### Manuskriptforfatter
- The Darjeeling Limited